# NBA All-Star Game 1996
Le NBA All-Star Game 1996 s'est déroulé le 11 février 1996 dans l'Alamodome de San Antonio.

## Effectif All-Star de l'Est
- Michael Jordan (Bulls de Chicago)
- Shaquille O'Neal (Magic d'Orlando)
- Grant Hill (Pistons de Détroit)
- Patrick Ewing (Knicks de New York)
- Scottie Pippen (Bulls de Chicago)
- Anfernee Hardaway (Magic d'Orlando)
- Reggie Miller (Pacers de l'Indiana)
- Juwan Howard (Washington Bullets)
- Vin Baker (Bucks de Milwaukee)
- Alonzo Mourning (Heat de Miami)
- Glen Rice (Charlotte Hornets)
- Terrell Brandon (Cavaliers de Cleveland)

## Effectif All-Star de l'Ouest
- Charles Barkley (Suns de Phoenix)
- Hakeem Olajuwon (Rockets de Houston)
- David Robinson (Spurs de San Antonio)
- Karl Malone (Jazz de l'Utah)
- Mitch Richmond (Sacramento Kings)
- Jason Kidd (Mavericks de Dallas)
- Dikembe Mutombo (Nuggets de Denver)
- Gary Payton (SuperSonics de Seattle)
- Clyde Drexler (Rockets de Houston)
- John Stockton (Jazz de l'Utah)
- Shawn Kemp (SuperSonics de Seattle)
- Sean Elliott (Spurs de San Antonio)

## Concours
Vainqueur du concours de tir à 3 points : Tim Legler
Vainqueur du concours de dunk : Brent Barry